# 韦克桑地区讷伊
韦克桑地区讷伊（法語：Neuilly-en-Vexin，法語發音：[nøji ɑ̃ vɛksɛ̃] ⓘ）是法国法兰西岛大区瓦兹河谷省的一个市镇，属于蓬图瓦兹区。

## 地理
韦克桑地区讷伊（49°10'6"N, 1°58'35"E）面积2.96 平方千米，位于法国法蘭西島大區瓦兹河谷省，该省份为法国北部内陆省份，北起瓦兹省，西接厄尔省，南至塞纳-圣但尼省、上塞纳省和伊夫林省，东临塞纳-马恩省。
与韦克桑地区讷伊接壤的市镇（或旧市镇、城区）包括：沙旺松、马里讷、拉维勒泰特尔、沙尔、阿拉维利耶、勒欧尔姆。

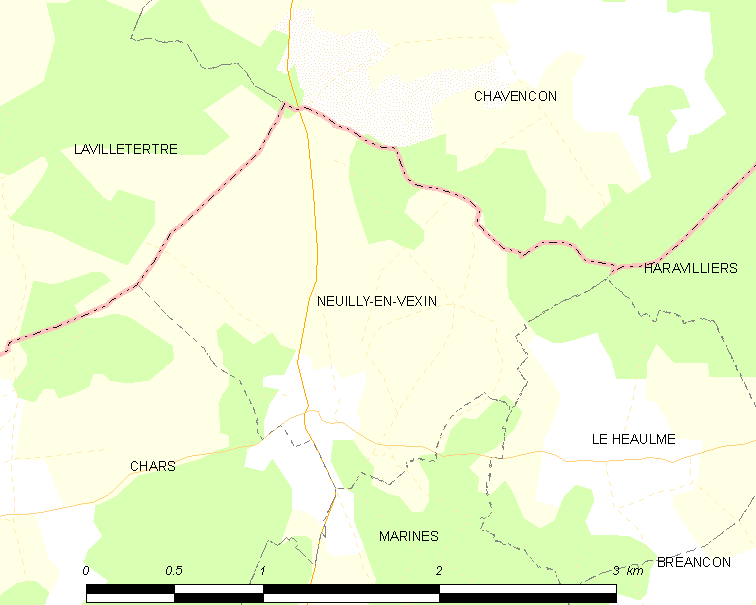
韦克桑地区讷伊的OSM定位图

韦克桑地区讷伊的时区为UTC+01:00、UTC+02:00（夏令时）。

## 行政
韦克桑地区讷伊的邮政编码为95640，INSEE市镇编码为95447。

## 政治
韦克桑地区讷伊所属的省级选区为蓬图瓦兹县。

## 人口

1962-2008年间韦克桑地区讷伊人口变化图示

韦克桑地区讷伊于2022年1月1日时的人口数量为238人。